# Galacticoidea
Galacticoidea es una superfamilia de lepidópteros del suborden Glossata con una sola familia, Galacticidae.
Esta superfamilia está distribuida en el Viejo Mundo, desde África y Madagascar hasta Asia, Australia y Nueva Caledonia. 

## Historia
Anteriormente un grupo de microlepidópteros relacionados con Galactica fueron clasificados como miembros de las familias Tineidae, Plutellidae y Urodidae, o como una familia separada dentro de la superfamilia Tineoidea (Dugdale et al. 1999 [1998]).